# Kabuki

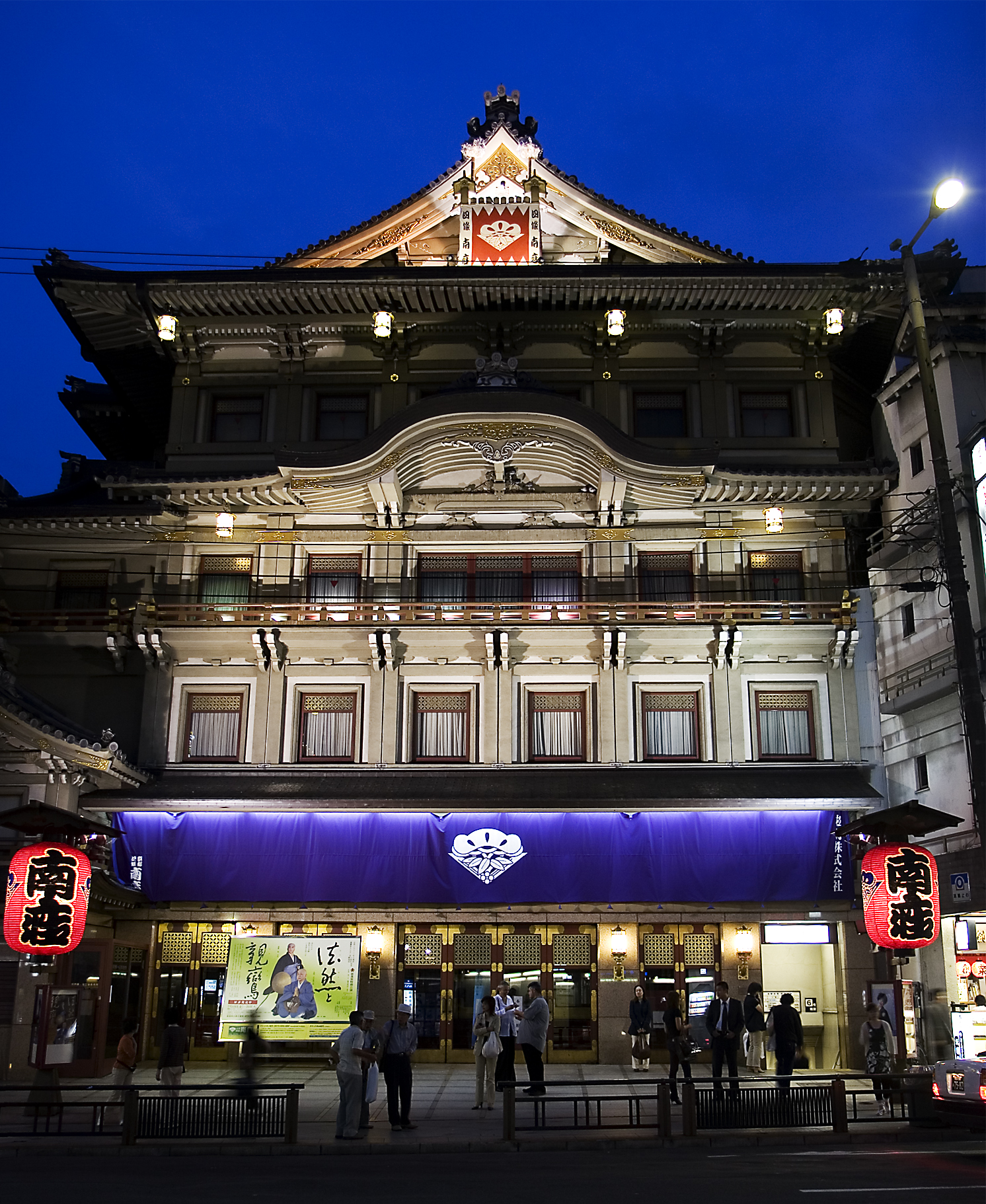
The Minamiza, nhà hát Kabuki ở Kyoto

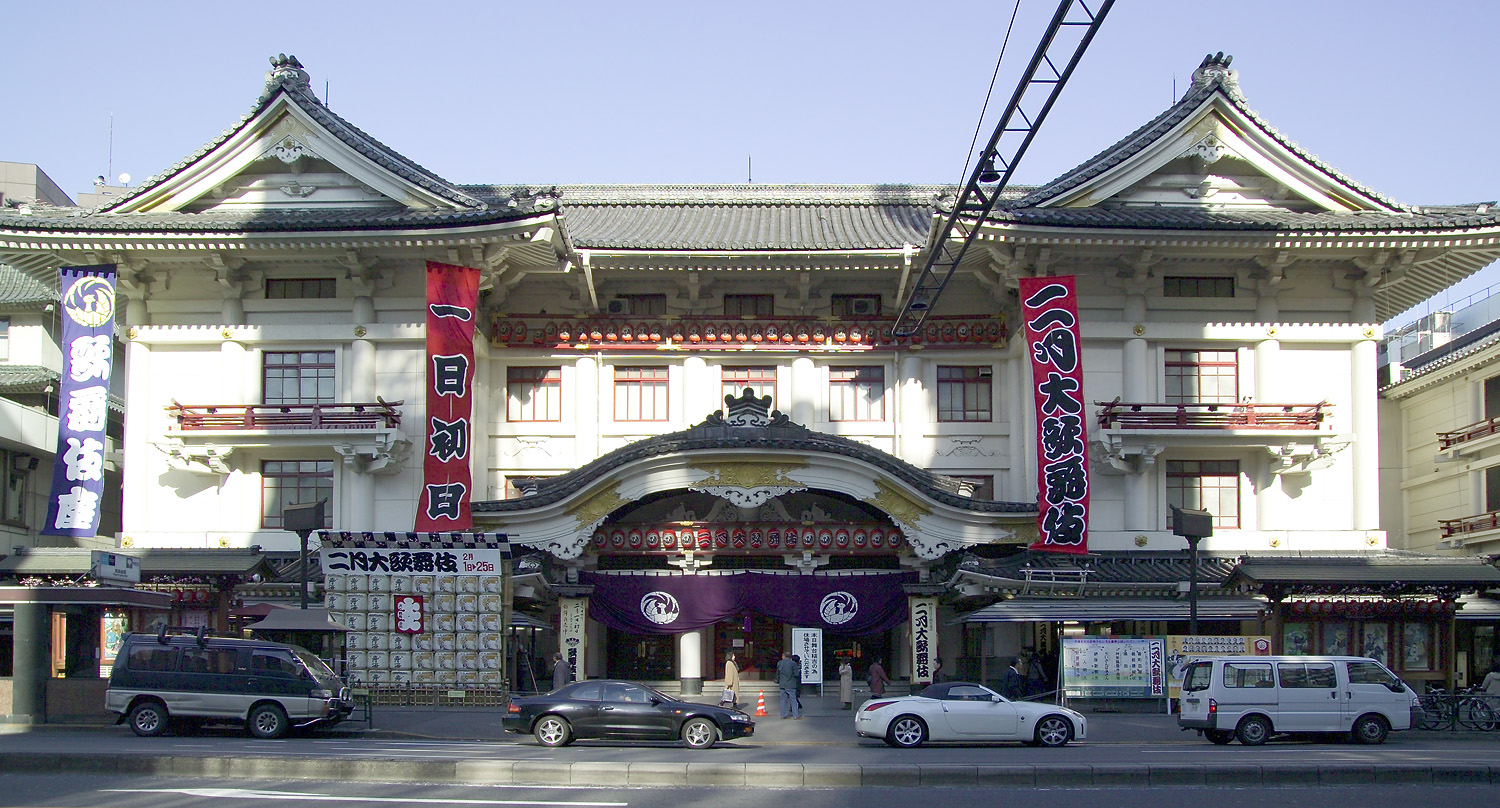
Nhà hát Kabukiza ở Ginza là một trong những nhà hát "kabuki" hàng đầu ở Tokyo.

Kabuki (tiếng Nhật: 歌舞伎, Hán-Việt: ca vũ kỹ) là một loại hình sân khấu truyền thống của Nhật Bản. Nhà hát Kabuki được biết đến với sự cách điệu hóa trong kịch nghệ và sự phức tạp trong việc trang điểm cho người biểu diễn.
Chữ kanji 歌 (ca) nghĩa hát, 舞 (vũ) nghĩa là múa, và 伎 (kỹ) nghĩa là kỹ năng. Do đó, Kabuki đôi khi được dịch là "nghệ thuật hát múa". Tuy nhiên, có những chữ thuộc loại ateji (nghĩa của chữ phụ thuộc vào phát âm, không phụ thuộc vào các ký tự hợp thành) không thể hiện đúng nghĩa của từ nguyên. Từ kabuki được cho là bắt nguồn từ động từ kabuku, nghĩa là "tựa, chống" hay "bất bình thường". Vì vậy, kabuki có thể hiểu theo nghĩa là sân khấu "tiên phong" hay "kì dị". Cách diễn đạt kabukimono (歌舞伎者) (Ca vũ kỹ giả) ban đầu dùng để chỉ những nhóm người lập dị ở chốn thôn quê hoang dã, ăn mạc kỳ cục với mái tóc lạ đời.

## Lịch sử
Kabuki đã có nhiều thay đổi kể từ khi ra đời.

### 1603–1629: Kabuki nữ

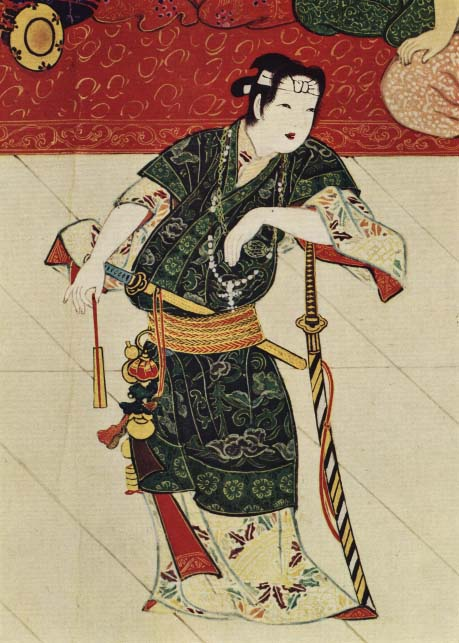
Người sáng tạo ra Kabuki, Izumo no Okuni, cầm một thanh Katana và đeo một cây Thánh giá.

Lịch sử kabuki bắt đầu từ năm 1603 khi Okuni, một miko (cô gái trẻ phục vụ trong đền thờ đạo Shinto) ở Izumo Taisha, bắt đầu biểu diễn một phong cách kịch múa mới ở Kyoto. Các nữ diễn viên đóng cả vai nam và nữ trong các vở hài kịch về cuộc sống hàng ngày. Phong cách này ngay lập tức trở nên nổi tiếng; Okuni thậm chí được yêu cầu biểu diễn tại Triều đình. Theo sau những thành công đó, các đoàn kịch đối thủ nhanh chóng bắt chước, và kabuki chính thức ra đời như một loại hình kịch múa sử dụng nữ diễn viên – một thể loại rất khác với cách thể hiện ngày nay. Sự hấp dẫn của nó trong thời ấy đa phần là do chất khôi hài hơi tục tĩu; sự hấp dẫn này được bổ sung bằng việc các diễn viên thường kiêm thêm nghề gái mại dâm. Vì lý do này, kabuki còn được viết là "歌舞妓" (chữ 妓 kỹ trong tiếng Nhật cũng đọc là ki nhưng lại mang nghĩa "gái lầu xanh") trong suốt thời Edo.

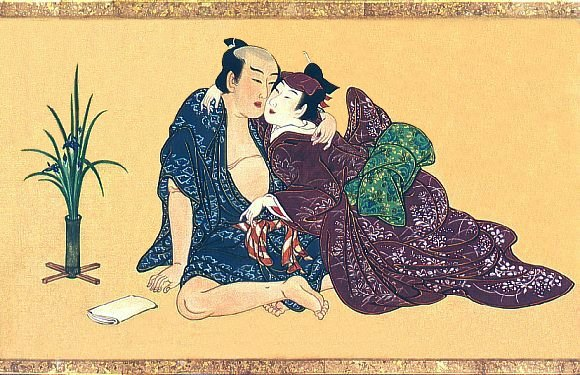
Một cuộc hẹn hò giữa một người đàn ông và một thanh niên, có lẽ là diễn viên kabuki. Những diễn viên kabuki trẻ thường được đàn ông tìm đến, đặc biệt là những người thành thị đồng tính (shudo).

Khi kabuki mới ra đời, chỉ có phụ nữ mới tham gia diễn xuất. Và họ nhanh chóng cuốn hút những loại khán giả hủ bại và lôi cuốn sự chú ý của rất nhiều đàn ông. Loại "chú ý" này khiến nhiều người không vừa lòng và chính quyền bắt đầu cảm thấy bị làm mất phẩm giá vì nghệ thuật kabuki. Năm 1629, phụ nữ bị cấm diễn xuất kabuki và bất kỳ một hình thức sân khấu nào khác.
Vì kabuki đã quá nổi tiếng, nên các nam diễn viên trẻ, gọi là wakashu, tiếp nối vị trí của phụ nữ sau khi họ bị cấm diễn. Những thanh niên này có thể thay thế vai trò của phụ nữ vì họ có ít nam tính hơn và có giọng cao hơn so với đa phần đàn ông trưởng thành. Cùng với sự đổi vai giới tình của diễn viên, tầm quan trọng của buổi diễn cũng thay đổi: nhiều kịch tính được thêm vào vở kịch thay vì các điệu múa. Các buổi biểu diễn của họ nói chung đều tục tĩu. Họ cũng hành nghề bán dâm cho khách đồng tính nam. Khán giả thường làm loạn lên, và những vụ cãi vã đôi khi biến thành ẩu đả, để được qua đêm với các diễn viên trẻ đặc biệt đẹp trai, điều này khiến chính quyền cấm các diễn viên nam trẻ vào 1652.

### Sau 1653: Kabuki nam
Từ năm 1653, chỉ có đàn ông trưởng thành mới được diễn kabuki. Kabuki phát triển thành một hình thức phức tạp và cách điệu hóa gọi là yarō kabuki (野郎歌舞伎 (dã lang ca vũ kỹ, đại ý là, kabuki nam). Sự biến đổi về chất trong phong cách này có ảnh hưởng lớn đến các nhà hát hài kịch kyogen, đặt dưới sự quản lý của Mạc phủ. Kyogen, dù thế nào đi chăng nữa, cùng vô cùng nổi tiếng vào thời gian đó.
Chữ yarō (野郎) (dã lang) cuối cùng rơi mất, nhưng tất cả các vai trong vở kịch kabuki tiếp tục do đàn ông diễn. Các diễn viên nam chuyên đóng các vai nữ, được gọi là onnagata hay oyama (đều viết bằng kanji là 女形, nữ hình), bùng nổ. Những gia đình của các onnangata chuyên nghiệp này hình thành rất nhiều và trong những năm sau này, phần lớn onnagata xuất thân từ những gia đình đó.
Diễn viên onnagata có thể khiến khán giả nghĩ họ chính là phụ nữ thật vì họ trang điểm rất đậm. Onnagata cũng diễn rất nhiều cảnh lãng mạn. Các cảnh này đều được diễn xuất cùng với một người nữa. Đàn ông biết cách giấu thể hình và kích cỡ của mình để trông giống nữ giới hơn. Họ nói bằng giọng the thé. Đó là cái cách mà đàn ông vẫn thường nghĩ về phụ nữ.
Sau hơn 250 năm cấm phụ nữ trình diễn kabuki, onnagata đóng vai trò trung tâm trong nhà hát kabuki, cho đến trước khi lệnh cấm bị dỡ bỏ năm 1879, nghệ thuật onnagata vẫn rất hấp dẫn công chúng, và mất nó có nghĩa là cả gánh hát sẽ sụp đổ. Vì vậy, mặc dù lệnh cấm đã bị dỡ bỏ, vai trò của phụ nữ không còn quan trọng nữa vì đàn ông đã có được các kĩ năng diễn những vai loại này.
Hai loại vai quan trọng được phát triển là: aragoto (phong cách thô ráp) do Ichikawa Danjūrō (1660–1704) khám phá ra ở Edo, và wagoto (phong cách êm dịu) bởi diễn viên Kamigata vĩ đại, Sakata Tōjūrō (1647–1709) ở vùng Kyoto-Osaka. Aragoto phong cách vai phô trương, theo đó các diễn viên thường phóng đại từ ngũ, điệu bộ, và thậm chí cả trang phục, chân cẳng, và trang điểm; cái tên bắt nguồn từ từ có nghĩa là "chuyện samurai liều lĩnh", và kịch nghệ thường nhấn mạnh hành động. Nhân vật loại này thường đóng vai anh hùng, và thường phóng đại nam tính. Thể thức "aragoto" được coi là nghệ thuật gia đình. Ngược lại, đặc điểm của "wagoto" là thường có lời nói và điệu bộ bình thường, và kịch nghệ thường về các bị kịch lãng mạn. Tính cách của vai diễn thường là nhạy cảm, dễ xúc động. Hai tính cách này khác nay rất xa, aragoto đóng vai nam tính, và wagoto đóng nhiều vai nữ tính.

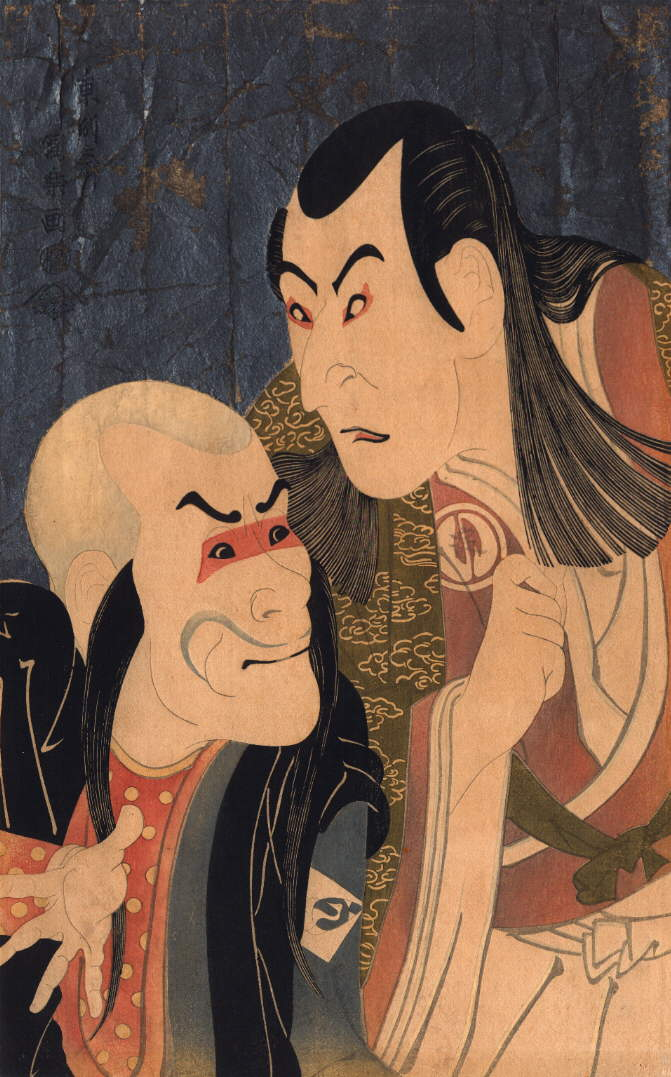
Hai diễn viên kabuki Bando Zenji và Sawamura Yodogoro, của Sharaku (1794)

### 1673–1735: Thời Genroku
Trong thời Genroku, kabuki rất phát đạt. Cấu trúc của vở kịch kabuki được định hình trong thời kỳ này, cũng như nhiều yếu tố cách điệu hóa. Các loại nhân vật thường định rõ. Nhà hát kabuki và ningyō jōruri, thể loại nhà hát múa rỗi phức tạp sau đó được biết đến với cái tên bunraku, trở thành rất gần nhau trong thời kỳ này, và mỗi cái đều có ảnh hưởng đến sự phát triển của nhau. Nhà soạn kịch nổi tiếng Chikamatsu Monzaemon, một trong những nhà soạn kịch kabuki đầu tiên, có một số tác phẩm có tầm ảnh hưởng lớn, mặc dù vở thường được coi là tác phẩm quan trọng nhất của ông, Sonezaki Shinju (Tự sát vì tình ở Sonezaki), thực chất bắt nguồn từ kịch bản bunraku. Giống như nhiều vở kịch bunraku, tuy vậy, nó được sửa lại cho hợp với kabuki, và nó làm xuất hiện nhiều bản tương tự - thực tế, vở này và những vở tương tự gây ra nhiều vụ tự tử phỏng theo kịch khiến chính phủ ban lệnh cấm shinju mono (kịch vì việc hai người yêu nhau phải tự tử) năm 1723. Người ta cho rằng Ichikawa Danjūrō I đã phát triển cách diễn mie và kiểu hóa trang như mặt nạ kumadori..
Vào giữa thế kỷ 18, kabuki bị bunraku thế chỗ trên sân khấu dành cho những tầng lớp thấp của xã hội. Điều này một phần là do sự xuất hiện của một vài nhà viết kịch bunraku tài năng vào thời điểm đó. Không có gì đáng chú ý trong sự phát triển của kabuki cho đến cuối thế kỷ đó, khi nó nổi tiếng trở lại.

### Kabuki sau cuộc Minh Trị Duy Tân

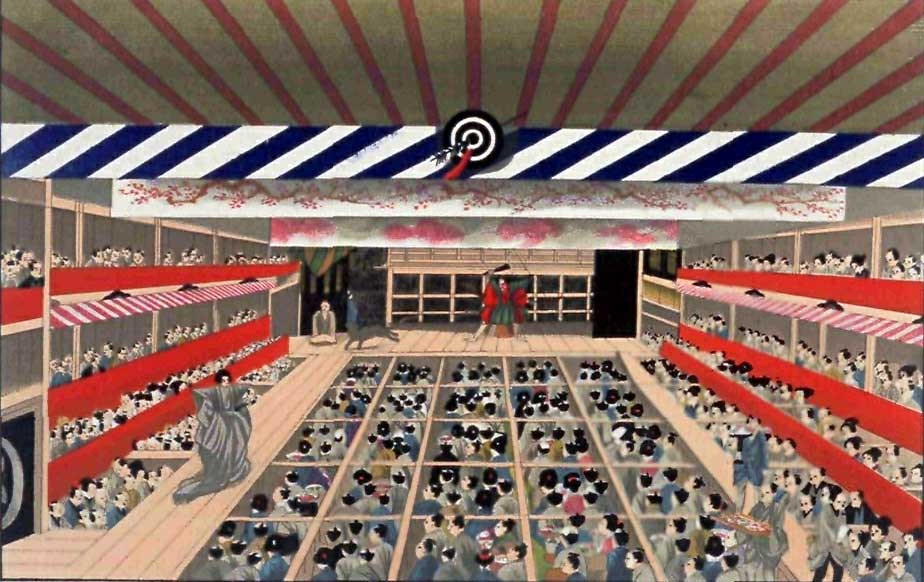
Biểu diễn Kabuki vào khoảng năm 1860

Sự thay đổi văn hóa to lớn bắt đầu vào năm 1868 khi Mạc phủ Tokugawa sụp đổ, sự mất đi của tầng lớp samurai, và sự mở cửa của Nhật Bản đối với phương Tây đã giúp cho kabuki một lần nữa hồi sinh. Khi nền văn hóa vật lộn để khắp phục sự thiếu nét riêng biệt của mình, các diễn viên cố tăng cường tiếng tăm của kabuki trong giới thượng lưu và cố hòa trộn phong cách truyền thống với khẩu vị đương thời. Cuối cùng họ cũng thành công về mặt này, và vào ngày 21 tháng 4 năm 1887, họ đã được biểu diễn phục vụ Nhật Hoàng Minh Trị.
Rất nhiều nhà hát kabuki đã bị bom đạn trong Chiến tranh thế giới thứ hai phá hủy, và quân đội chiếm đóng cấm trình diễn kabuki trong một thời gian ngắn sau chiến tranh. Tuy nhiên, năm 1947, lệnh cấm bị bãi bỏ, và việc biểu diễn lại được tiếp tục trở lại.

### Kabuki ngày nay
Thời gian ngay sau Chiến tranh thế giới thứ hai là một thời gian khó khăn cho kabuki. Ngoài sự tàn phá đối với phần lớn các thành phố Nhật Bản trong thời chiến còn có xu hướng đương thời từ chối truyền thống và những tư tưởng của quá khứ, kabuki cũng nằm trong số đó. Những vở kịch kabuki truyền thống được cải tiến lại của đạo diễn Tetsuji Takechi rất được công chúng hoan nghênh vào thời điểm đó đã mang lại sự hồi sinh cho tình yêu đối với kabuki ở vùng Kansai. Trong số những ngôi sao trẻ tuổi đã biểu diễn cùng Takechi Kabuki thì Nakamura Ganjiro III (sinh năm 1931) là diễn viên hàng đầu. Ông lần đầu được biết đến với tên Nakamura Senjaku, và thời kỳ đó trong kabuki Osaka được gọi là "Thời kỳ Senjaku" để vinh danh ông.
Ngày nay, kabuki vẫn tương đối được ưa chuộng —nó là loại hình kịch truyền thống Nhật Bản được ưa chuộng nhất- và các ngôi sao thường xuất hiện với các vai trên TV hay màn ảnh rộng. Ví dụ, onnagata nổi tiếng Bandō Tamasaburō V đã xuất hiện trong vài vở kịch không phải kabuki và điện ảnh-thường là vai nữ. Kabuki cũng được một loại hình nghệ thuật nổi tiếng khác của Nhật Bản tham khảo, đó là anime.
Mặc dù có không nhiều các nhà hát lớn ở Tokyo, Kyoto và Osaka, có rất nhiều nhà hát nhỏ ở Osaka, và trên khắp đất nước. Đoàn kịch Ōshika Kabuki, ở Ōshika"大鹿" (Đại Lộc), tỉnh Nagano, là một ví dụ.
Một vài đoàn kịch kabuki dùng phụ nữ cho các vai onnagata, và Ichikawa Kabuki-za (đoàn kịch toàn nữ) được thành lập sau Chiến tranh thế giới thứ hai. Năm 2003, một tượng của Okuni được dựng lên ở gần khu Pontochō, Kyoto.
Sự quan tâm đến kabuki đã lan sang cả phương Tây. Các đoàn kịch kabuki thường lưu diễn ở châu Âu và châu Mỹ, và đã có vài vở kịch của phương Tây được chuyển soạn cho kabuki như các vở kịch của Shakespeare. Các nhà viết kịch và tiểu thuyết gia phương Tây cũng đã thử sức mình với đề tài kabuki, ví dụ như vở Hiroshima Bugi (2004) của Gerald Vizenor. Nhà văn Yukio Mishima là người tiên phong và phổ biến việc diễn kabuki theo lối hiện đại, và làm hồi sinh những loại hình nghệ thuật truyền thống khác, như Noh, cho phù hợp với phong cách hiện đại.
Ở Australia, đoàn kịch Za Kabuki ở Đại học Quốc gia Australia đã biểu diễn kịch kabuki từ năm 1976; đây là việc biểu diễn kabuki lâu nhất ở bên ngoài nước Nhật.
Kabuki đã được UNESCO công nhận là Di sản văn hóa phi vật thể và truyền khẩu của nhân loại vào ngày 24 tháng 11 năm 2005.

## Các yếu tố của kabuki

### Thiết kế sân khấu

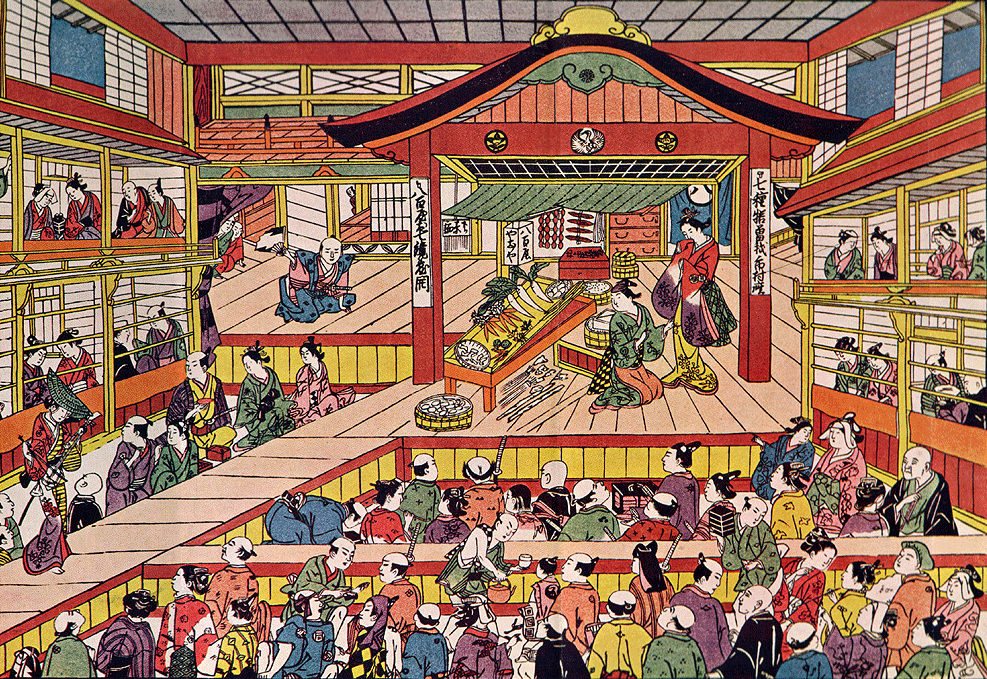
Shibai Ukie ("Một Cảnh trong Vở kịch") vẽ bởi Masanobu Okumura (1686–1764), miêu tả lại sân khấu Ichimura-za vào thời Edo trong những năm đầu thập niên 1740

Sân khấu kabuki có một chỗ nhô ra gọi là "hanamichi" (花道 "hoa đạo"), một đường đi bộ mở rộng về phía khán giả và đó là lối vào và ra của diễn viên. Okuni biểu diễn trên một sân khấu hanamichi cùng với đoàn tùy tùng của mình. Sân khấu này được sử dụng không chỉ làm đường đi hay lối lên xuống sân khấu chính, mà các cảnh quan trọng cũng được biểu diễn ở trên sàn này. Sân khấu và nhà hát Kabuki ngày càng trở nên tinh vi về kỹ thuật hơn, và sự cải tiến bao gồm sân khấu xoay và của sập, lần đầu được ứng dụng trong thế kỷ 18, đã tạo ra sự thay đổi to lớn đối với việc biểu diễn các vở kịch kabuki. Một lực đẩy nữa là mong ước muốn biến những đề tài quen thuộc của nhà hát kabuki, đột nhiên xuất hiện hay biến chuyển đầy kịch tính. Rất nhiều các thủ thuật sân khấu, bao gồm việc đột ngột xuất hiện hay biến mất của diễn viên, được thực hiện là nhờ vào những tiến bộ này. Cụm từ "keren" (外連) (ngoại liên) thường được sử dụng để chỉ tất cả những thủ thuật loại này.
Mawari-butai (sân khấu xoay) được phát triển dưới thời Kyōhō. Ban đầu thực hiện kỹ thuật này bằng cách đẩy sân khấu theo một vòng tròn nhờ một đường bánh xe ở phía dưới giúp di chuyển thuận tiện hơn. Khi đèn sân khấu mờ đi lúc dịch chuyển, người ta gọi đó kuraten ("chuyển tối"). Thông thường đèn vẫn được bật sáng gọi là "akaten" ("chuyển sáng"), đôi khi việc chuyển cảnh được thực hiện đồng thời với các hiệu ứng sân khấu. Khoảng 300 năm trước, sân khâu này lần đầu được xây dựng ở Nhật Bản, và được thiết kế cho những pha chuyển cảnh nhanh chóng. Sân khấu này rất hữu dụng vì nó giúp chuyển cảnh mà không làm đứt quãng vở diễn.
Seri dùng để chỉ các cửa sập trên sân khấu được dùng cho kabuki từ giữa thế kỷ 18. Các cửa sập này có thể mở lên và kéo hạ diễn viên xuống hay sắp đặt sân khấu. Seridashi hay seriage dùng để chỉ cửa sập mở lên trên và serisage hay serioroshi khi nó được hạ xuống. Kỹ thuật này thường được sử dụng cho hiệu ứng sân khấu làm cả một bối cảnh hiện ra trên sân khấu.

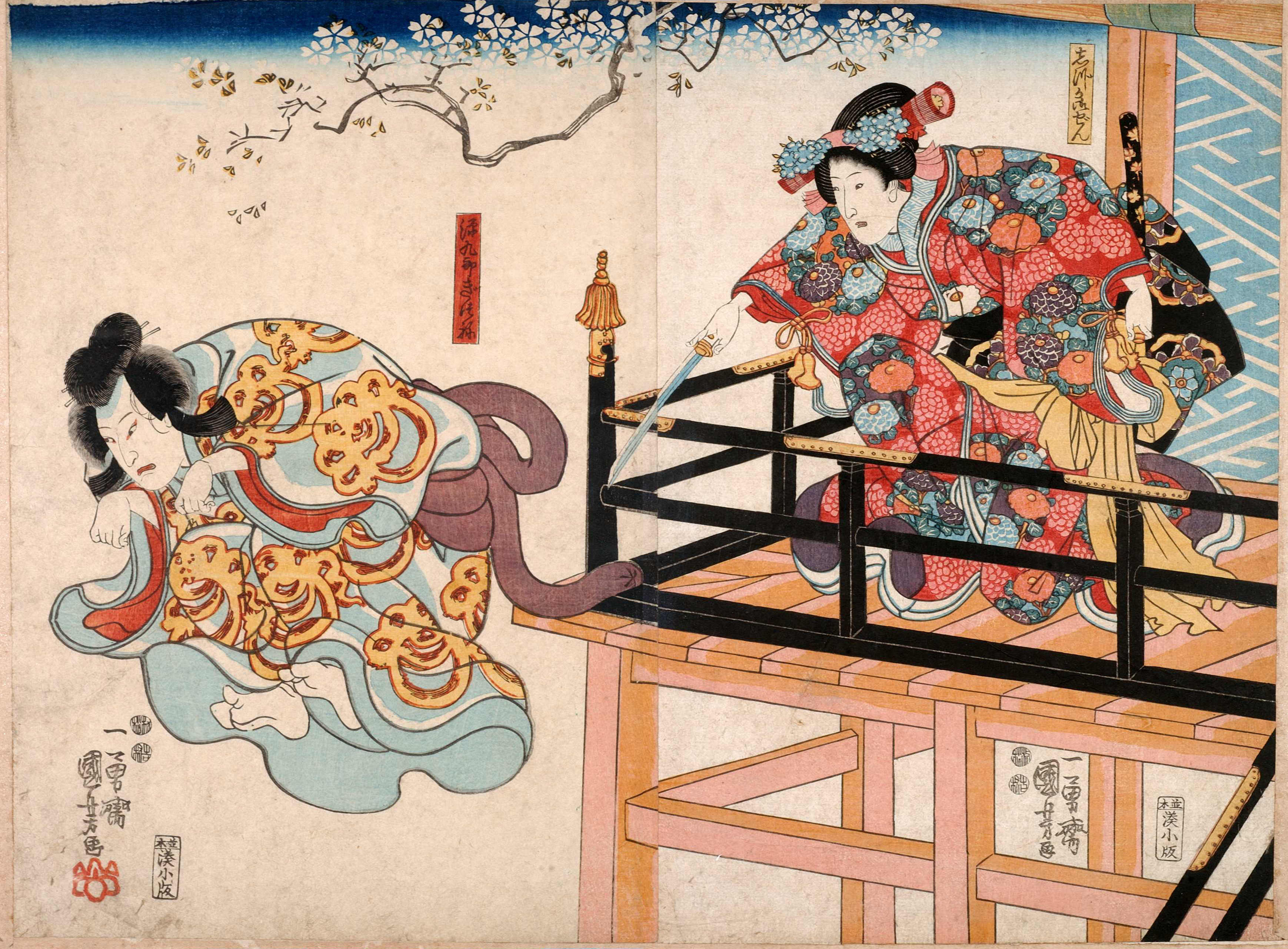
Chūnori: Kunitarō Sawamura II trong vai Kitsune Tadanobu (bên trái) bay trên sân khấu, trong tiết mục Yoshitsune Senbon Zakura vào tháng 8 năm 1847

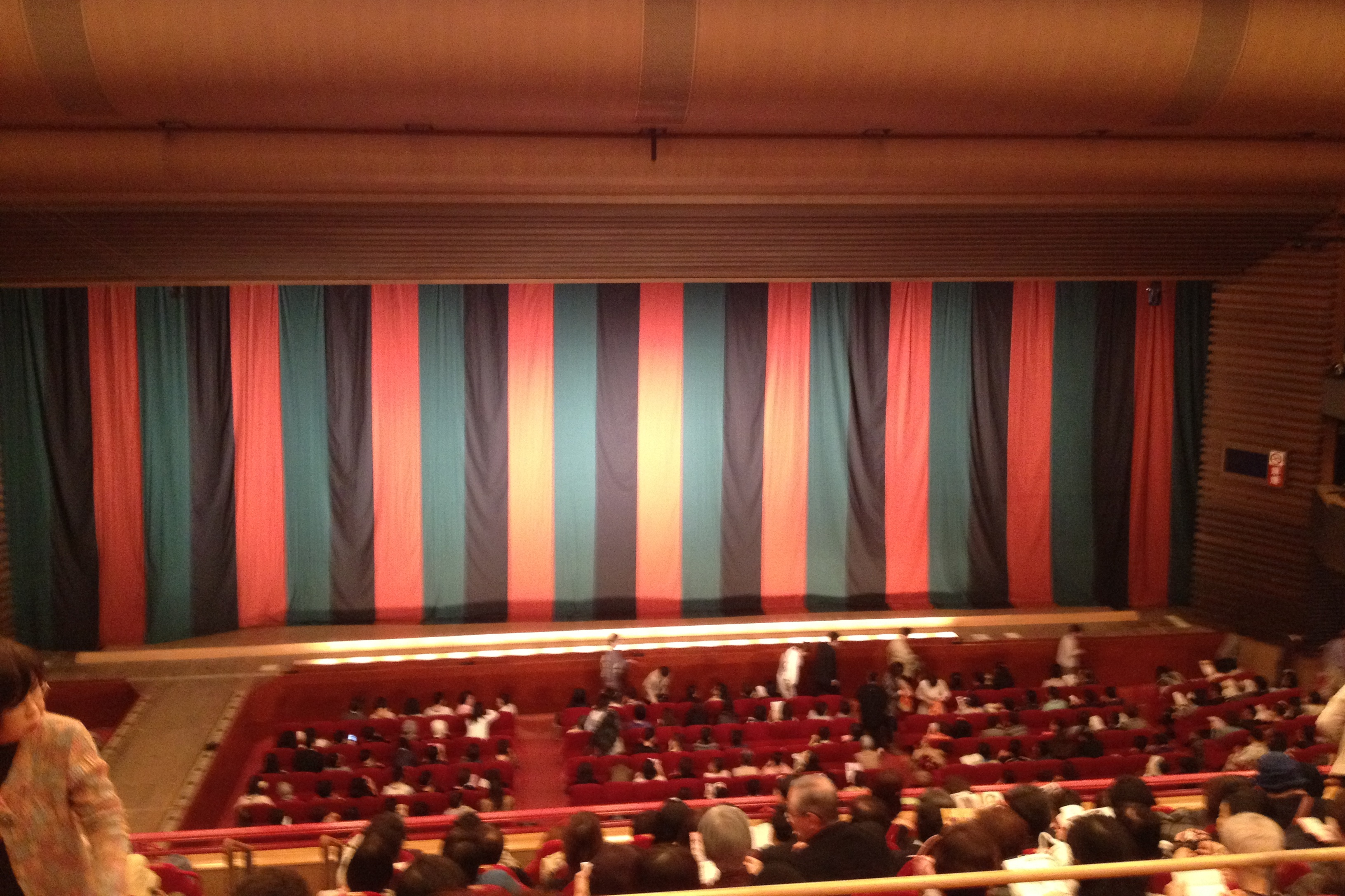
Tấm rèm truyền thống với các sọc đen, đỏ, xanh ở sân khấu Misono-za tại Nagoya

Chūnori (bay giữa không trung) là một kỹ thuật, xuất hiện vào khoảng giữa thế kỷ 19, theo đó trang phục của diễn viên được gắn vào một dây thép và anh/cô ta có thể "bay lượn" trên dân khấu và/hay một số phần của khu khán giả. Vì "thủ thuật" (keren) này không còn hấp dẫn công chúng nữa nên nhiều sân khấu đã bỏ các thiết bị liên quan đến nó đi.
Trong kabuki, cũng như một số loại hình nghệ thuật truyền thống Nhật Bản khác, thay đổi khung cảnh đôi khi được thực hiện ở giữa một cảnh, trong khi diễn viên vẫn còn ở trên sân khấu và màn sân khấu vẫn mở. Điều này được thực hiện nhờ việc sử dụng Hiki Dōgu (tạm dịch: xe đẩy sân khấu). Kỹ thuật này khởi phát từ đầu thế kỷ 18, khi phông nền và diễn viên ra hay vào sân khấu qua một bục có bánh xe ở dưới. Thông thường là những các nhân viên sân khấu chạy vào thay đổi đạo cụ và phông nền và các bối cảnh khác; nhưng nhân viên này, được gọi kuroko (黒子), luôn luôn mặc toàn đồ đen và theo truyền thống được coi như là vô hình. Những nhân viên này cũng giúp đỡ cho nhiều pha thay trang phục nhanh gọi là hayagawari (thay nhanh). Trong các vở kịch, khi bản chất của một diễn viên đột ngột được phát lộ, các kỹ thuật như hikinuki hay bukkaeri thường được sử dụng. Hikinuki hay bukkaeri được thực hiện bằng cách mặc chồng một phục trang này lên một phục trang khác và nhờ nhân viên sân khấu cởi áo ngoài ra trước mặt khán giả.

## Biểu diễn
Có ba thể loại kịch kabuki chính: jidai-mono (時代物, thời đại vật, hay truyện trước thời đại Sengoku), sewa-mono (世話物, thế thoại vật, hay sau thời đại Sengoku), và shosagoto (所作事, sở tác sự).
Jidaimono, hay kịch lịch sử, thường được lấy bối cảnh từ rất nhiều sự kiện trong lịch sử Nhật Bản. Luật kiểm duyệt khắt khe có hiệu lực trong toàn bộ thời đại Edo, cấm nói đến các sự kiện đương thời và đặc biệt cấm phê phán Mạc phủ hay thể hiện Mạc phủ trong các vai phản diện. Tuy nhiên, cùng với thời gian, việc cấm đoán nghiêm ngặt này có nhiều thay đổi. Phần lớn các jidaimono, lấy bối cảnh là Chiến tranh Gempei vào những năm 1180, những cuộc chiến Nanboku-chō vào những năm 1330, hay các sự kiện lịch sử khác. Thực ra, việc sử dụng những bối cảnh lịch sử, sự kiện lịch sử hay nhân vật lịch sử trong đó là để kín đáo ám chỉ các sự kiện đương thời. Kanadehon Chūshingura, một trong những vở kịch kabuki nổi tiếng nhất, là một ví dụ điển hình, nó bề ngoài lấy bối cảnh những năm 1330, nhưng thực ra lại miêu tả về một vụ việc vào thời điểm đó, đó là vụ báo thù của 47 Ronin.
Không giống như jidaimono nói chung là đề cập đến tầng lớp võ sĩ,, sewamono chủ yếu lấy đối tượng phản ánh là thường dân, cụ thể là thị dân và nông dân. Sewamono nói chung lấy chủ đề gia đình hay lãng mạn. Một số trong các vở sewamono nổi tiếng nhất là các vở diễn về tự sát vì tình, để thích ứng với các tác phẩm của nhà viết kịch bunraku Chikamatsu; việc tập trung vào các bộ đôi lãng mạn không thể chung sống với nhau vì nhiều lý dó và sau đó họ quyết định thay vào đó là cùng chết bên nhau. Các vở kịch sewamono loại này bị hạn chế và chịu nhiều sức ép của xã hội.
Nét đặc trưng của nhà hát kabuki là mie (見得) (kiến đắc), theo đó diễn viên thể hiện một điệu bộ gây ấn tượng mạnh và biểu lộ được tính cách của nhân vật. Vào những lúc đó, tên ở nhà của diễn viên (yagō, 屋号, ốc hào) đôi khi được các khán giả hiểu biết gọi to lên, để thể hiện sự hoan nghênh của khán giả với tài năng của diễn viên. Thậm chí việc cổ vũ nhiệt liệt hơn là hét to tên cha của diễn viên. Keshō, cách hóa trang của kabuki, là một yếu tố dễ thấy ngay cả với những người không quen thuộc lắm với loại hình nghệ thuật này. Bột gạo được dùng để tạo ra phấn nền trắng oshiroi, và kumadori hay các đường nét phóng đại của khuôn mặt để tạo ra hình ảnh của thú vật hay các mặt nạ siêu nhiên. Màu của "kumadori" là cách thể hiện bản chất của nhân vật: màu đỏ dùng để thể hiện sự giận dữ, lòng đam mê, anh hùng chủ nghĩa, sự chính trực, và các tính cách chính diện khác; màu xanh hoặc đen dùng để chỉ kẻ ác, ghen ghét, và các tính cách phản diện; màu xanh da trời, cho các thế lực siêu nhiên; và màu tím, cho sự cao quý.

## Cấu trúc vở kịch
Kabuki, giống như các loại hình kịch truyền thống khác của Nhật Bản cũng như trong các nền văn hóa khác trên thế giới, được biểu diễn cả ngày (bây giờ đôi khi vẫn vậy). Thay vì biểu diễn một vở kịch trong 2-5 tiếng như các nhà hát kiểu phương Tây hiện nay, một người sẽ "thoát khỏi" thế giới thường ngày, và giành cả ngày để giải trí ở khu kịch nghệ. Mặc dù vài vở kịch, đặc biệt là kịch lịch sử jidaimono, có thể được diễn trong cả ngày, phần lớn các vở diễn thường ngắn hơn, và được nói trước là diễn cả vở hay chỉ một phần, cùng với các vở kịch khác để tạo ra một chương trình kéo dài cả ngày.
Cấu trúc của một chương trình suốt ngày, giống như cấu trúc của chính những vở kịch, bắt nguồn từ quy tắc của bunraku và Nō, các quy tắc cũng xuất hiện trong vô số các loại hình nghệ thuật truyền thống Nhật Bản khác. Điều chính yếu là định nghĩa về jo-ha-kyū (序破急) (Tự phá cấp), tuyên bố rằng tất cả mọi việc được thực hiện một nhịp độ chắc chắn, một vở kịch sẽ bắt đầu chậm, tăng tốc, và kết thúc nhanh. Cơ sở này, được bậc thầy viết kịch Nō Zeami soạn thảo, không chỉ chi phối diễn xuất của diễn viên, mà cả cấu trúc của vở kịch cũng như cấu trúc của các cảnh và các vở kịch trong một chương trình kịch suốt ngày.
Gần như mọi vở kịch dài đều được chia làm 5 màn, màn đầu gọi là jo, mào đầu chậm và mang tính chất giới thiệu với khán giả về nhân vật và kịch bản. Ba màn sau gọi là ha, tiết tấu được đẩy nhanh, tình huống chuyện được đẩy lên cao độ đầy kịch tính và chất bi kịch trong màn ba hay bốn và có thể có một trận đánh ở màn hai hoặc bốn. Màn cuối, gọi là kyu, thường rất ngắn, với một kết thúc nhanh và có hậu.
Trong khi nhiều vở kịch được viết cho kabuki, cũng có nhiều vở được chuyển thể từ các vở kịch jōruri, kịch Nō, truyện dân gian, hay các loại hình biểu diễn truyền thống khác như truyền miệng với Truyện Heike. Trong khi các vở kịch bắt nguồn từ jōruri thường nghiêm túc, kịch tính đầy xúc cảm, và có cốt truyện chặt chẽ, những vở kịch được viết riêng cho kabuki nói chung có cốt truyện lỏng lẻo hơn nhiều. Một trong những điểm khác nhau chủ yếu trong triết lý của hai loại hình này là jōruri trước hết tập trung vào câu chuyện và người kể lại nó, trong khi kabuki lại tập trung vào diễn viên. Do đo, ít người biết rằng kịch jōruri sử dụng các chi tiết, con rối hay diễn xuất để hướng sự chú ý đến người viết, ngược lại kabuki lại hướng vở kịch của mình đến việc thể hiện tài năng của kịch sĩ. Không phải chuyện lạ trong thế giới kabuki khi thêm vào hay bỏ bớt đi một vài cảnh trong chương trình cả ngày để phục vụ cho tài năng hay ý thích của một diễn viên- các cảnh mà anh ta nổi tiếng vì nó, hay phô diễn tốt hơn, sẽ được thêm vào chương trình ngày khi nó không làm không làm gián đoạn cốt truyện.
Một nhân tố rất riêng nữa của kabuki là sự khác biệt giữa những truyền thống ở Edo và Kamigata (vùng Kyoto-Osaka). Trong suốt thời Edo, kabuki ở Edo có nhiều tình tiết khoa trương và phóng đại, ví dụ như hoa văn trang điểm cứng nhắc, phục trang lòe loẹt, keren (xảo thuật sân khấu) lạ lùng, và mie (bộ tịch) trơ trẽn. Kamigata kabuki, trong khi đó, với giọng bình tĩnh hơn và tập trung vào sự tự nhiên và thực tế trong diễn xuất. Chỉ cho đến cuối thời Edo vào thế kỷ 19, hai vùng mới bắt đầu học tập phong cách lẫn nhau và phát triển lên đến mức cao hơn. Trong suốt một thời gian dài, diễn viên từ vùng này không thể thích hợp với phong cách của vùng khác và không thành công khi lưu diễn tại vùng đó.

## Các vở kịch nổi tiếng
Mặc dù ngày nay có rất nhiều vở kịch nổi tiếng, có ba vở nổi tiếng nhất được viết trong ba năm liên tiếp vào giữa thế kỷ 18. Giống như những vở kịch kabuki dài hơn, nghiêm túc hơn, kịch tính hơn, ban đầu chúng được viết cho jōruri (bunraku) và được chuyển soạn cho kabuki ít lâu sau đó. Ba vở kịch do Takeda Izumo II, Miyoshi Shōraku, và Namiki Senryū I, trong các năm từ 1746 đến 1748.
- Kanadehon Chūshingura (仮名手本忠臣蔵, Kho báu của trung thần) là câu chuyện nổi tiếng nhất về 47 Ronin truy tìm kẻ sát hại chủ nhân mình, báo thù cho ông, rồi mổ bụng tự sát (seppuku) chết theo chủ nhân mình.[15]
- Yoshitsune Senbon Zakura (義経千本桜, Yoshitsune và ngàn cây hoa anh đào) về Minamoto no Yoshitsune khi ông chạy trốn khỏi các đặc vụ của anh trai mình Yoritomo. Ba vị tướng của gia tộc Taira được cho là đã chết trong Chiến tranh Genpei được nhắc đến nổi bật, vì cái chết của họ đánh dấu chấm hết cho chiến tranh và chính thức mang lại hòa bình, giống nội dung của câu chuyện dân gian Genkurō.[16]
- Sugawara Denju Tenarai Kagami (菅原伝授手習鑑, Sugawara và những bút tích truyền lại) dựa trên cuộc đời của học giả nổi tiếng Sugawara no Michizane (845–903), người bị lưu đày khỏi Kyoto, và cái chết của ông mang đến nhiều tai ương cho thủ đô. Ông sau đó được phong làm thần Tenjin, kami (thần) của học vấn, và thờ phụng để làm nguôi linh hồn giận dữ của ông.[15]

## Các nhà hát lớn còn hoạt động
- Fukuoka
  - Hakata-za
- Kotohiru, Kagawa
  - Kanamaru-za
- Kyoto
  - Minami-za
- Nagoya
  - Misono-za
- Osaka
  - Shochiku-za
- Tokyo
  - Kabuki-za
  - National Theater

Danh sách này không đầy đủ, bạn cũng có thể giúp mở rộng danh sách.